# Acalypha gaumeri
Acalypha gaumeri é uma espécie de flor do gênero Acalypha, pertencente à família Euphorbiaceae.